# Françoise Bettencourt Meyers
Françoise Bettencourt Meyers   (Neuilly-sur-Seine, 10 de juliol de 1953) (francès: [fʁɑ̃swaz bɛtɑ̃kuʁ mɛjɛʁs]) és una empresària francesa, filantropa, escriptora, hereva multimilionària i la dona més rica del món, amb un patrimoni net estimat de 99.500 milions de dòlars EUA el gener de 2024, segons Forbes. És filla única i hereva de Liliane Bettencourt, i néta d'Eugène Schueller, fundador de L'Oréal. La seva mare va morir el setembre de 2017, moment a partir del qual seva fortuna es va triplicar amb les seves inversions a través del seu holding familiar, Téthys Invest, i l'alta valoració de les accions de L'Oréal a la borsa.

## Biografia
És l'única filla i hereva de Liliane Bettencourt. Va ser criada com a catòlica i ha escrit diversos comentaris bíblics. Es va casar amb Jean-Pierre Meyers, executiu d'empresa i net d'un rabí assassinat a Auschwitz. Es va convertir al judaisme i van criar els seus fills, Jean-Victor i Nicolas, com a jueus. El seu matrimoni va causar polèmica a causa del judici del seu avi Eugène Schueller (fundador de L'Oréal) per col·laboració amb el govern nazi. Bettencourt Meyers i la seva família mantenen una participació del 33% a l'empresa.
El 2008, va demandar a François-Marie Banier per haver agafat diners a la seva mare, i va iniciar un procés perquè la seva mare fos declarada mentalment incompetent. Les revelacions en els enregistraments secrets que va utilitzar com a evidència van provocar l'escàndol Woerth-Bettencourt. El desembre de 2010, Bettencourt Meyers va anunciar que el cas s'havia resolt fora del tribunal tant amb la seva mare com amb Banier.
La seva mare va morir el setembre de 2017 quan el seu patrimoni net era d'uns 39.500 milions de dòlars, fet que va convertir Bettencourt Meyers en una de les 20 persones més riques del món.
Després que un incendi va danyar greument Notre-Dame de París, Bettencourt Meyers i L'Oréal es van comprometre a pagar 226 milions de dòlars per reparar la catedral.
Al gener de 2022, tenia una fortuna estimada de 94.900 milions de dòlars, segons Bloomberg Billionaires Index. El 2024, el seu patrimoni estimat era de gairebé 100.000 milions de dòlars, segons Forbes.